# Alert
Alert – baza-osada, najdalej na północ wysunięty stale zamieszkany punkt na świecie. Znajduje się w terytorium Nunavut na obszarze Kanady. Znajduje się 10 km od Przylądka Sheridan, na północno-wschodnim krańcu Wyspy Ellesmere’a. Alert położony jest nad Morzem Lincolna, 817 km od bieguna północnego.

## Charakterystyka
Osada składa się z bazy wojskowej CFS Alert, stacji meteorologicznej oraz najdalej na północ wysuniętego lotniska świata. Morze jest zamarznięte lub pokryte lodem przez cały rok; w historii osady do Alert zawinęły jedynie dwa lodołamacze: Staten Island amerykańskiej Straży Wybrzeża w 1953 oraz St. Laurent kanadyjskiej Straży Wybrzeża w 1971.
Według oficjalnych danych Statistics Canada, stała ludność Alert w 2001 roku stanowiła 6 osób. W rzeczywistości jednak większość mieszkańców to pracownicy kanadyjskiej armii oraz ministerstwa środowiska, przebywający tam tymczasowo i często się zmieniający. Wliczając te osoby, ludność Alert wynosi około 200.
Białe noce zaczynają się tu pod koniec marca, a dzień polarny, kiedy słońce widoczne jest przez 24 godziny na dobę, trwa od 8 kwietnia do 5 września. Od 10 października do 1 marca trwa noc polarna.
Jako pierwszy w miejsce dzisiejszego Alert dopłynął podróżnik Sir George Strong Nares na statku HMS Alert, od którego nazwę wzięła osada. W zimie 1875/76 statek zimował 10 km od obecnej osady. Stację meteorologiczną założono w 1950, a bazę wojskową w 1958.

## Klimat
Alert znajduje się w polarnej strefie klimatycznej. W ciągu roku jest tu średnio 28 dni bez mrozu. Najwyższa zanotowana temperatura wynosiła 21 °C, a najniższa –50 °C. Średnia temperatura w lipcu, najcieplejszym miesiącu, to 10 °C w ciągu dnia i 4 °C w ciągu całej doby. W zimie temperatura potrafi utrzymać się około –40 °C przez dłuższy czas, co w połączeniu z silnym wiatrem odczuwane jest tak, jak gdyby było jeszcze zimniej (23 stycznia 1993 zanotowano temperaturę –45 °C, oraz wiatr o prędkości 40 km/h, co spowodowało odczuwalną temperaturę –71 °C). Jest tu bardzo sucho, średnia ilość deszczu to jedynie 17,5 mm rocznie. Śnieg pada przez cały rok, a roczna średnia to 148,1 cm, z czego najwięcej – ok. 33 cm – spada we wrześniu.
| Miesiąc                                                  | Sty   | Lut   | Mar   | Kwi   | Maj   | Cze   | Lip   | Sie   | Wrz   | Paź   | Lis   | Gru   |
| -------------------------------------------------------- | ----- | ----- | ----- | ----- | ----- | ----- | ----- | ----- | ----- | ----- | ----- | ----- |
| Rekordy maksymalnej temperatury [°C]                     | 0.0   | 1.1   | -2.2  | 2.4   | 10.0  | 18.8  | 21.0  | 19.5  | 11.2  | 5.3   | 0.6   | 3.2   |
| Średnie temperatury w dzień [°C]                         | -27.0 | -27.6 | -27.1 | -19.4 | -8.2  | 2.4   | 6.8   | 3.8   | -5.1  | -13.6 | -20.4 | -24.3 |
| Średnie dobowe temperatury [°C]                          | -30.7 | -31.4 | -31.0 | -23.3 | -11.1 | 0.1   | 3.9   | 1.2   | -8.0  | -17.2 | -24.1 | -28.1 |
| Średnie temperatury w nocy [°C]                          | -34.4 | -35.2 | -34.9 | -27.0 | -14.0 | -2.3  | 1.0   | -1.4  | -10.9 | -20.7 | -27.8 | -31.9 |
| Rekordy minimalnej temperatury [°C]                      | -48.9 | -50.0 | -49.4 | -45.6 | -29.0 | -14.3 | -6.3  | -15.0 | -28.2 | -39.4 | -43.5 | -46.1 |
| Opady [mm]                                               | 10.5  | 7.3   | 10.3  | 11.5  | 11.6  | 11.1  | 21.5  | 18.4  | 17.8  | 12.1  | 11.5  | 8.5   |
| Opady deszczu [mm]                                       | 0.0   | 0.0   | 0.0   | 0.0   | 0.0   | 2.3   | 10.8  | 5.3   | 0.2   | 0.0   | 0.0   | 0.0   |
| Opady śniegu [cm]                                        | 12.7  | 9.6   | 12.2  | 13.2  | 17.1  | 11.1  | 12.8  | 15.9  | 30.5  | 25.5  | 18.3  | 13.0  |
| Wilgotność [%]                                           | 70.8  | 70.4  | 70.1  | 72.4  | 81.3  | 84.5  | 81.7  | 84.4  | 85.3  | 79.3  | 73.6  | 71.8  |
| Średnie usłonecznienie [h]                               | 0.0   | 0.0   | 110.4 | 323.6 | 428.6 | 333.0 | 321.6 | 269.1 | 111.4 | 3.9   | 0.0   | 0.0   |
| Źródło: Environment and Climate Change Canada 2024-10-17 |       |       |       |       |       |       |       |       |       |       |       |       |

14 lipca 2019 w osadzie zanotowano najwyższą temperaturę powietrza w historii pomiarów: 21 °C.